# Намистини (острови, Київ)
Острови Намистини - група з семи дрібних острівців площею 0,1-0,5 га розташовані нижче за течією у затоці біля Козачої коси. Знаходиться в межах Голосіївського району. Географічні  координати: 50.328802, 30.606388.

## Формування
Вперше помітні на мапах Києва 1990-х рр., а також на топозйомці тогочасного детального плану території Києва того ж часу. Ці острівці являють собою верхівку мілини, яка утворилася з внутрішнього боку Козачої коси. 

## Охорона
Острівці Намистини увійшли до заповідної зони регіонального-ландшафтного парку «Дніпровські острови». Вони також мають бути включені до заповідної зони проектованого національного природного парку «Дніпровські острови».